# Alaptus globularis
Alaptus globularis är en stekelart som beskrevs av Sveum och Alan Solem 1980. Alaptus globularis ingår i släktet Alaptus och familjen dvärgsteklar.
Artens utbredningsområde är Norge. Inga underarter finns listade i Catalogue of Life.